# 増田エリコ
増田 エリコ（ますだ エリコ、1990年12月25日 - ）は、日本のタレント。

## 出演

### テレビドラマ
- プロゴルファー花（2010年、読売テレビ）
- Q10（2010年、日本テレビ）

### テレビ番組
- 穴があくほど定点観測（2014年12月23日＝22日深夜、TBS）

### ラジオ番組
- うらやす魂（エフエム浦安）[2]
- ワラんぼ〜笑ってなんぼの世界じゃ！（エフエム浦安） - アシスタントパーソナリティ[2]

### 映画
- ランウェイ☆ビート（2011年、監督：大谷健太郎）

### MC
- MSD イベントMC
- アベーニール[要検証 – ノート]アンテナコレクション イベントMC

### イベント
- テレボート会員限定 オール女子「続けて買って」キャンペーン 2013 - 「テレガール」の一員として参加[3]。